# Miguel de Zabala y Auñón
Miguel Zabala y Auñón fue un funcionario y economista español del siglo XVIII.

## Biografía
Ocupó diversos cargos públicos: tesorero del ejército y del catastro (1716-1730), regidor perpetuo de Badajoz y superintendente de la pagaduría de juros. Fue también miembro del Consejo de Castilla.

## Obras
- Representación a Felipe V para aumento del R. Erario, agricultura comercio etc. en España e Indias (1732), en donde expone sus teorías reformistas y económicas, propone la supresión de las rentas provinciales y su sustitución por una contribución real y otra personal, la libertad de comercio de granos y la aplicación de las ideas neomercantilistas al comercio con América.

- Miscelánea económico-política o Discursos varios sobre el modo de aliviar los vasallos con aumento del Real Erario (1749) escrita conjuntamente con Martin de Loynaz y Tomás Pinto Miguel.